# شهرك صنعتي (كوهستان)
شهرك صنعتي (بالفارسية: شهرک صنعتی) هي قرية تقع في إيران في Kuhestan Rural District. يقدر عدد سكانها بـ 17 نسمة .